# Flugunfall der Hunting-Clan Air Transport bei Frimley
Der Flugunfall der Hunting-Clan Air Transport bei Frimley ereignete sich am 2. Dezember 1958 bei einem Testflug der Vickers 732 Viscount G-ANRR der Hunting-Clan Air Transport. Bei dem Unfall kamen alle sechs Insassen ums Leben.

## Maschine
Bei der verunglückten Maschine handelte es sich um eine Vickers 732 Viscount, die im Jahr 1954 als erste Maschine dieses Typs durch die Hunting-Clan Air Transport bestellt wurde. Es handelte sich um die 55. Maschine der Vickers-Viscount-700er-Serie. Das viermotorige Mittelstreckenflugzeug mit der Seriennummer 74, der Produktionsnummer F01/732 und der Verkaufsnummer F01/52B war mit vier Turboproptriebwerken des Typs Rolls-Royce Dart 506 ausgestattet. Am 23. September 1954 begann die Montage des Rumpfes am Hurn Airport, Bournemouth, England. Im selben Monat wurde der Rumpf auf dem Landweg nach Weybridge, Surrey, England weitertransportiert. Die Viscount wurde am 2. März 1955 mit dem Luftfahrzeugkennzeichen G-ANRR auf die Hunting-Clan Air Transport zugelassen. Nach ihrer Endmontage startete die Maschine am 26. April 1955 zu ihrem Erstflug. Es war die 29. am Standort Weybridge endmontierte Viscount. Am 11. Mai 1955 wurde die Maschine an die Hunting-Clan Air Transport zum Flughafen London Heathrow ausgeliefert; sie ging als erste Vickers Viscount dieser Fluggesellschaft in Betrieb und erhielt am selben Tag ihr Lufttüchtigkeitszeugnis. Im Mai 1955 wurde mit der Maschine ein Demonstrationsflug vom London Airport nach Südafrika geflogen; mit an Bord waren Vertreter des Herstellers Vickers-Armstrong sowie der Unternehmen Rolls-Royce, Rotol und Goodyear, die zu dieser Zeit allesamt Komponenten für die Vickers Viscount fertigten. Vom 22. September 1955 bis zum 30. September 1957 war die Maschine an die Middle East Airlines verleast, bei der sie mit dem Luftfahrzeugkennzeichen OD-ACF in Betrieb war. Zum 10. Oktober 1957 wurde die Maschine wieder durch die Hunting-Clan Air Transport mit ihrem früheren Kennzeichen G-ANRR zugelassen. Bis zum Unfallzeitpunkt hatte die Maschine 7.600 Betriebsstunden absolviert, auf die 5.000 Starts und Landungen entfielen.

## Insassen
An Bord der Maschine befand sich eine sechsköpfige Besatzung, bestehend aus einem Flugkapitän, einem Ersten Offizier und vier Mechanikern.

## Unfallhergang
Die Maschine startete nach einer Generalüberholung vom Flughafen London Heathrow zu einem Testflug. Etwa zehn Minuten nach dem Start und in rund 1.000 Fuß Höhe brach die rechte Tragfläche ab und die Maschine stürzte bei Frimley, nahe Farnborough (Hampshire) zu Boden. Die Maschine brannte nach dem Absturz aus, alle sechs Besatzungsmitglieder kamen ums Leben.

## Ursache
Der Absturz war die Folge eines Strukturversagens in der Luft. Die Ermittler kamen zu dem Schluss, dass bei der Wartung die Seile der Höhenrudertrimmung vertauscht worden waren. Infolgedessen war das Trimmsystem so konfiguriert, dass sich bei Betätigung der Trimmung die Flettner-Ruder der Trimmung in die richtige Richtung bewegten, das Trimmrad im Cockpit jedoch in die entgegengesetzte. Folglich wurde die Flugzeugnase in Richtung Boden ausgerichtet, wenn im Cockpit eine nach oben ausgerichtete Trimmung eingestellt wurde. Die inverse Steuerung führte zu unbeabsichtigten abrupten Steuermanövern durch den Kapitän, was zur Folge hatte, dass die Betriebsgrenzen der Maschine überschritten wurden und es zum Strukturversagen kam. Als wesentliche Unfallfaktoren wurden neben dem Montagefehler die nachlässige Funktionsüberprüfung der Trimmung durch das Wartungspersonal am Boden sowie die schlechte Flugvorbereitung durch die Besatzung der Maschine festgestellt.